# Vallée de Tsum

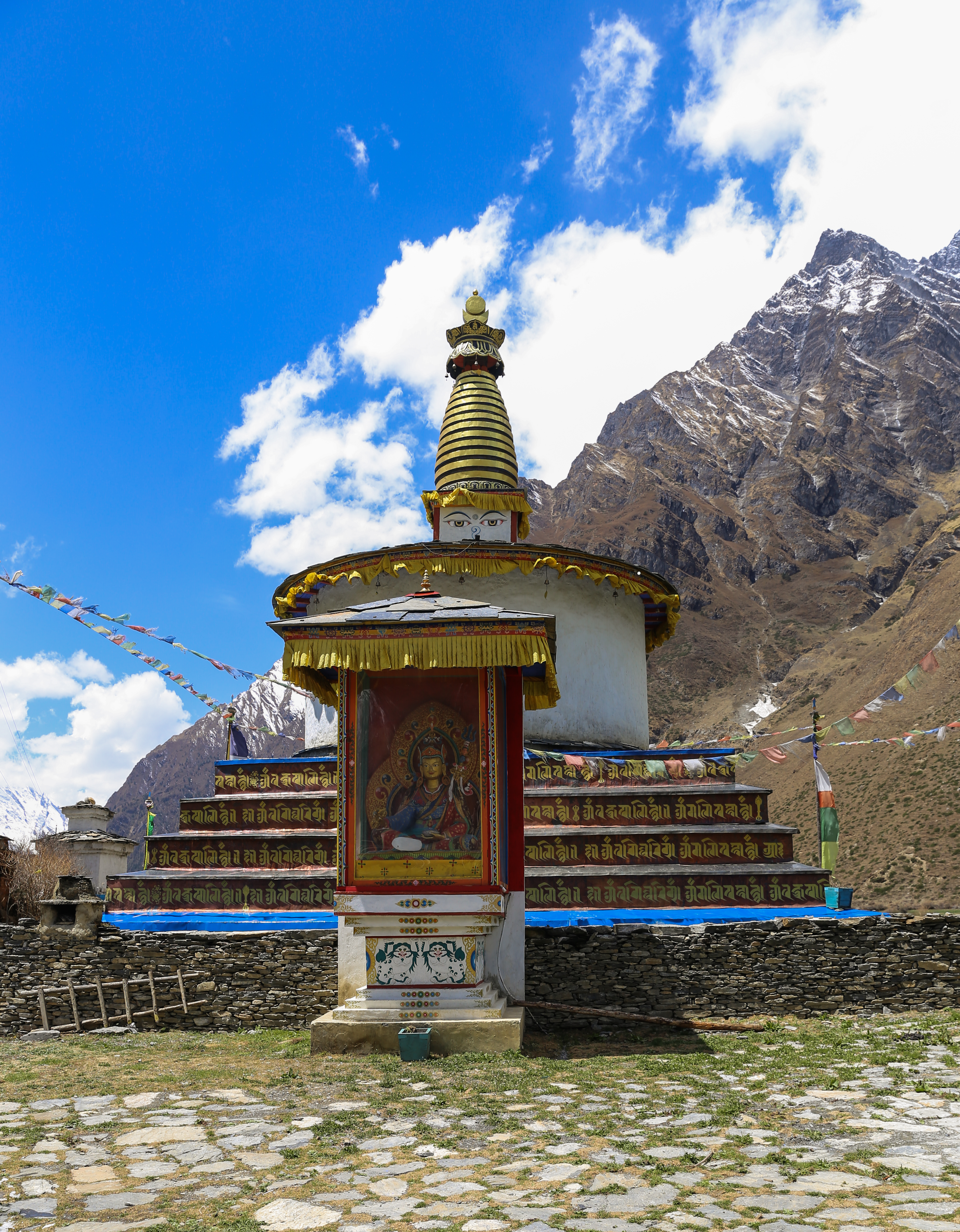
Chorten de Chule dans la vallée de Tsum.

La vallée de Tsum est une vallée située dans le district de Gorkha, à l'ouest du Népal, à une altitude de 2 000 à 3 500 mètres.

## Situation
La vallée de Tsum est également limitée par trois cols entre le Tibet et le Népal, dont le Ngula Dhoj Hyang à l'ouest (5 093 mètres) et le col de Yamdro (5 326 mètres).
La vallée se trouve sous la juridiction de la zone de conservation du Manaslu qui a été créée en 1998.
La vallée compte 33 villages avec 529 ménages et la population est de 1 810 habitants. La partie inférieure de la vallée est escarpée et moins peuplée. Les Tsumba sont le peuple indigène de la vallée. Ils pratiquent à la fois le bön et le bouddhisme.

## Les gens de la vallée de Tsum
Les habitants de la vallée de Tsum sont appelés Tsumbas et sont d'origine tibétaine. Les Tsumbas ont leur propre dialecte appelé tsumke ou tsumba, inspiré de la langue tibétaine. La plupart d'entre eux sont des agriculteurs qui élèvent du yack et cultivent des pommes de terre et du millet.